# Виньоло
Виньоло (итал. Vignolo) — коммуна в Италии, располагается в регионе Пьемонт, в провинции Кунео.
Население составляет 2217 человек (2008 г.), плотность населения составляет 277 чел./км². Занимает площадь 8 км². Почтовый индекс — 12010. Телефонный код — 0171.
Покровителем коммуны почитается святой Констанций из Анконы, празднование 22 сентября.

## Демография
Динамика населения:

## Администрация коммуны
- Официальный сайт: http://www.comune.vignolo.cn.it/